# 量子力学の歴史

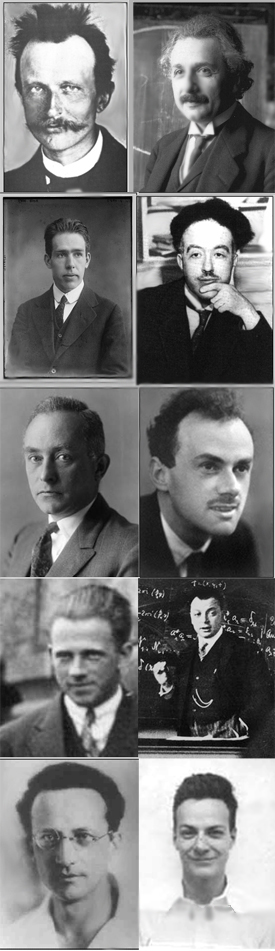
量子力学に貢献した10人。 ： 順に マックスプランク 、 アルバートアインシュタイン 、
ニールス・ボーア 、 ルイ・ド・ブロイ 、 マックス・ボルン 、 ポール・ディラック 、
ヴェルナー・ハイゼンベルク 、 ヴォルフガング・パウリ 、
エルヴィン・シュレーディンガー 、 リチャード・P・ファインマン 。

量子力学の歴史（りょうしりきがくのれきし）は現代物理学の歴史の根幹をなす。量子力学の歴史は、量子化学の歴史と絡み合って、いくつかの異なる科学的発見に端を発している。それらの例として、1838年の マイケル・ファラデーによる陰極線の発見、1859–60年のグスタフ・キルヒホフによる黒体放射問題の提起、物理系のエネルギー準位が離散的であるとするルートヴィッヒ・ボルツマンによる1877年の仮説の提案、1887年のハインリヒ・ヘルツによる光電効果の発見、そしてマックス・プランクによる1900年の量子仮説が挙げられるだろう。プランクの量子仮説とは、エネルギーを放射する原子系は、いくつかの離散的な「エネルギー量子」 ε に分割できるものとし、これらの各エネルギー量子は、それぞれ周波数 ν に比例した次の式で定義されるように、個別にエネルギーを放射するとする説である。 
{\displaystyle \varepsilon =h\nu \,}
ここで導入された定数 h はプランク定数として知られている。 
その後、 アルベルト・アインシュタインは1905年、ハインリッヒ・ヘルツによって1887年に報告された光電効果を説明するために、マックス・プランクの量子仮説と矛盾しないような形で光が粒子からなるとする説明を与えた。 この粒子は、1926年にギルバート・ルイスによって「光子」と呼ばれるようになる。光電効果とは、金属などの特定の物質に特定の波長の光を当てると、物質表面から電子が放出される現象であるが、その物質の表面の仕事関数よりも大きなエネルギーを持つ光子が当たった場合にのみ、電子が放出される。 
「量子力学」（ドイツ語：Quantenmechanik）という単語は、1920年代初頭のゲッティンゲン大学で、マックス・ボルン、ヴェルナー・ハイゼンベルク、ヴォルフガング・パウリらの物理学者のグループによって作られたもので、ボルンの1924年の論文 "Zur Quantenmechanik" が初出である。その後数年間、この理論的基礎は化学構造や反応性および化学結合に徐々に適用され始めた。

## 概観

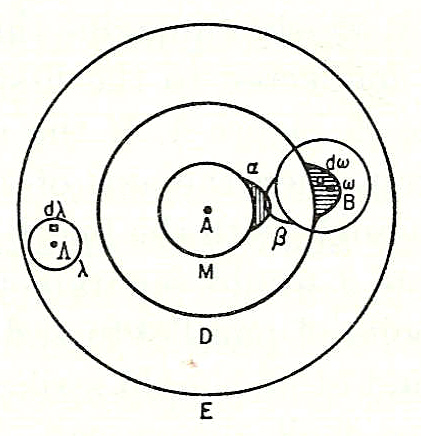
1898年に描かれたI_{2}分子のルートヴィヒ・ボルツマンによる図 。原子の「感度領域」を重なりで示している。

ルートヴィッヒ・ボルツマンは1877年、 分子などの物理系のエネルギー準位が（連続的ではなく）離散的な可能性を示唆した。彼は、数学者グスタフ・フォン・エシェリッヒとエミル・ミュラーとともに、 オーストリア数学会の創設者である。ヨウ素ガスなどに離散エネルギー準位がみられるとするボルツマンの理論的解釈は、彼の統計熱力学および統計力学の理論に起源があり、その20年後にマックス・プランクが提唱する最初の量子論と同様に、 数学的な議論によって裏付けされた。  
1900年、ドイツの物理学者マックス・プランクは、観測される黒体放射の周波数依存性の公式を導出するためにエネルギーが量子化されるという考えを導入して、プランクの法則を提起した。プランクの法則はボルツマン分布を古典的極限で含んでいる。プランクの法則は次のように表される。 {\displaystyle I(\nu ,T)={\frac {2h\nu ^{3}}{c^{2}}}{\frac {1}{e^{\frac {h\nu }{kT}}-1}},}
ただし： 
I(ν,T )は温度Tの黒体から、単位周波数・単位立体角あたりの放射面の法線方向に、単位面積あたりに放射される、単位時間あたりのエネルギー（または仕事率）である。ここで
h :プランク定数
c :真空中の光速度
k :ボルツマン定数
ν :電磁放射の周波数
T :黒体表面の絶対温度（ケルビン）
これに先立つウィーンの放射法則は、プランクの法則に、 {\displaystyle h\nu \gg kT} を仮定することで得られる。 
加えて、プランクの量子論の電子への適用は、1911年から13年にかけてステファン・プロコピウ 、その後 ニールス・ボーアが続いて1913年に電子の磁気モーメント（のちにボーア磁子と呼ばれる）の計算で行われた。これに続いて、電子のそれよりも3 桁小さい、陽子と中性子の両方の磁気モーメントについても、同様の計算を異なる数値を用いることで、計算可能になりました。 
1905年、 アルベルト・アインシュタインは、 光 またはより一般的にすべての電磁放射について、空間内に局在した点である有限数の「エネルギー量子」に分割できると仮定して、光電効果を説明した。 アインシュタインは、1905年3月の量子論文の冒頭のセクション「光の放出と変換に関するヒューリスティックな視点について」で、以下のように述べている。 
"According to the assumption to be contemplated here, when a light ray is spreading from a point, the energy is not distributed continuously over ever-increasing spaces, but consists of a finite number of 'energy quanta' that are localized in points in space, move without dividing, and can be absorbed or generated only as a whole."
この主張は、20世紀の物理学者によって書かれた最も革新的な文と呼ばれ ている。ここでの「エネルギー量子 (energy quanta)」は後に「光子」と呼ばれるようになる。「光子」という単語は1926年にギルバート・ルイスによって導入された。 この、「各光子が離散的にエネルギーを持ってなければならない」という考えは驚くべき成果であった。それまでの「光が波である」とする立場で黒体放射を説明する場合におこる黒体放射によるエネルギーの放射が無限に発散する（紫外破綻）の問題を解決した。1913年、ボーアは水素原子のスペクトル線を、彼の7月の論文 On the Constitution of Atoms and Moleculesにてこの量子化を用いて説明した。 
こうした理論はよく現象を説明したが現象論的なものであった。この間、アンリ・ポアンカレの1912年の論文 Sur la théorie des quanta でプランクの理論について議論されたものを除き、量子化の正当化はなかった  。こうした現象論は総称して前期量子論と総称されている。 
「量子物理学」という言葉は、ジョンストンによって1931年に書かれたプランクの宇宙の現代物理学（英題: Planck's Universe in Light of Modern Physics）で最初に使用された。 

温度が下がると、 黒体放射曲線のピークはより長い波長にシフトし、強度も弱まる。黒体放射曲線（1862）は、レイリーとジーンズの古典極限の計算（1900）とも比較される。 曲線の短波長側は、1896年にウィーンの放射法則によって近似的な結果が得られている。

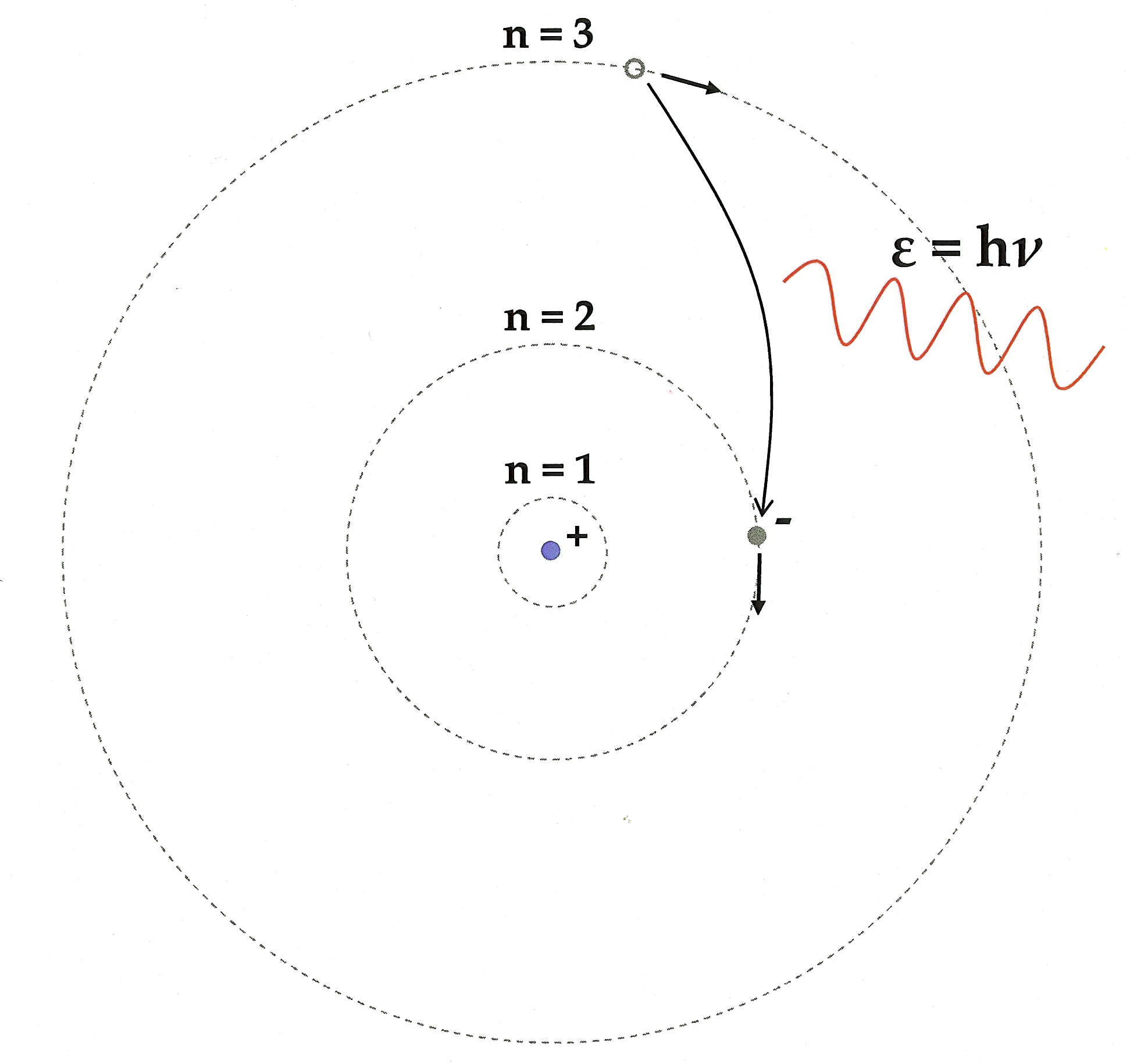
1913年のニールス・ボーアによる原子の量子モデル。これにはヨハネス・リュードベリの1888年の公式、マックス・プランクの1900年の量子仮説（原子からのエネルギー放射は離散的なエネルギー値（ε=hν）を持つ）、J. J. トムソンの1904年のブドウパンモデル、アルベルト・アインシュタインの1905年の光量子仮説、アーネスト・ラザフォードの1907年の原子核の発見といった内容が踏まえられている。ここで、光子を放出する際、電子が黒い線に沿ったような移動をしているわけではないことに留意したい。電子は外側の軌道からジャンプして内側の軌道に現れるのであって、軌道2と3の中間の領域には存在できない。

1923年、フランスの物理学者ルイ・ド・ブロイは、「粒子は波動特性を示しうる、逆もまた同様である」とする、物質波の理論を提唱した。この理論は特殊相対性理論から導かれた、単一粒子を記述するためのものである。ド・ブロイのアプローチに基づいて、量子力学は1925年に成立した。これは、ドイツの物理学者であるヴェルナー・ハイゼンベルク、マックス・ボルン、パスクアル・ヨルダン が行列力学を発展させ、オーストリアの物理学者エルヴィン・シュレーディンガーが波動力学と非相対論的シュレーディンガー方程式を導出したことによってなされた。非相対論的シュレーディンガー方程式はド・ブロイ理論の一般化された場合の近似として得られる。 シュレーディンガーはその後、行列力学と波動力学の2つのアプローチは同等であることを示した。 
ハイゼンベルクは1927年に不確定性原理を定式化し、コペンハーゲン解釈はほぼ同時期に定まってきた。1927年頃から、ポール・ディラックは電子に対するディラック方程式を提案することで、特殊相対論と量子力学の統一を開始した。 ディラック方程式は、シュレーディンガーができなかった電子の波動関数についての相対論的記述を与えている。また、電子がもつスピンを予測し、ディラックによる陽電子の予言の根拠となった。また、1930年の当人による教科書に記載されていて、のちによく用いられるブラ-ケット記法を含む、演算子理論による記述を開拓した。同時期に、ハンガリーの数学者ジョン・フォン・ノイマンは、彼の1932年の教科書に記載されているように、ヒルベルト空間の線形演算子の理論として、量子力学の厳密な数学的基礎を定式化した。これらは、創設期の他の多くの知見と同様に、現在も継続して広く使用されている。
量子化学の分野は、1927年に水素分子の共有結合の研究を発表した物理学者ヴァルター・ハイトラーとフリッツ・ロンドンによって開拓された。量子化学はその後、アメリカの理論化学者であるカリフォルニア工科大学のライナス・ポーリングやジョン・C・スレーターを含む多数の研究者によって分子軌道理論や原子価結合理論などのさまざまな理論に発展した。
1927年以降、単一粒子ではなく場に量子力学を適用する試みが行われ、場の量子論が成立した。この分野の初期の功労者としては、ポール・ディラック、ヴォルフガング・パウリ、ヴィクター・ワイスコフ、およびパスクアル・ヨルダンらがいる。この研究分野は、1940年代にリチャード・P・ファインマン、フリーマン・ダイソン 、ジュリアン・シュウィンガー、朝永振一郎による量子電磁力学の定式化で頂点に達した。量子電磁力学は、電子、陽電子、電磁場の量子論を与え、つづく場の量子論の先行研究となった。  

量子色力学におけるグルーオンの放射のファインマン図

量子色力学の理論は1960年代初頭に提案された。今日私たちが知っている量子色力学は、1975年にポリツァー、デイビッド・グロス、フランク・ウィルチェックによって定式化された。 
シュウィンガー、ヒッグス、ゴールドストーンによる先駆的な研究に基づいて、シェルドン・グラショー、スティーブン・ワインバーグ、サラムは、それぞれ独立に、弱い力と量子電磁力学が単一の電弱相互作用に統合される可能性とその仕組みを示し、この業績に対して、彼らは1979年、ノーベル物理学賞を受賞した。

## 背景となった実験
- トーマス・ヤングの光の波の性質を示すダブルスリット実験 （1801年頃）
- アンリ・ベクレルによる放射能の発見（1896）
- ジョゼフ・ジョン・トムソンの陰極線管実験（電子とその負電荷の発見）（1897）
- 1850年から1900年の間の黒体放射に関する諸研究。これは量子的概念なしでは説明できなかった。
- 光電効果：アインシュタインはこれを1905年に説明し（後にノーベル賞を受賞）、光子、量子化されたエネルギーを持つ光の粒子の概念を用いた。
- 電荷が離散的なものであることを示したロバート・ミリカンの油滴実験（1909）
- アーネスト・ラザフォードの金箔実験は、原子のブドウパンモデル（原子の質量と正電荷がほぼ均一に分布）を反証した。これは、原子の惑星モデル（1911年）につながった。
- ジェイムズ・フランクとグスタフ・ヘルツの電子衝突実験は、水銀原子によるエネルギー吸収が量子化されることを示唆 （1914）
- オットー・シュテルンとヴァルター・ゲルラッハによる シュテルン=ゲルラッハ実験。（粒子のスピンの量子化された性質を示す）（1920）
- クリントン・デイヴィソンとレスター・ガーマーによる、電子回折実験による電子の波動性の確認[10] 。（1927）
- クライド・カワンとフレデリック・ライネスによる、ニュートリノの存在確認（1955）
- クラウス・ヨンソンの電子による二重スリット実験（1961）
- クラウスフォンクリッツィングによる量子ホール効果 の発見（1980）。ホール効果の量子版は電気抵抗の新しい実用的な基準の定義と、微細構造定数を正確かつ独立に与えることを可能にした。
- ジョン・クラウザーとスチュアート・フリードマンによる量子もつれの実験的検証（1972）
- ポール・クウィアット、ハロルド・ウィーンフルター、トーマス・ヘルツォーク、アントン・ツァイリンガー、マーク・カセビッチによるマッハ・ツェンダー干渉計をもちいた実験（Elitzur–Vaidman爆弾テスターの実験的検証手法を与え、 相互作用のない測定が可能であることを示した）（1994）

## 引用文献
1. ↑  Max Born, My Life: Recollections of a Nobel Laureate, Taylor & Francis, London, 1978. ("We became more and more convinced that a radical change of the foundations of physics was necessary, i.e., a new kind of mechanics for which we used the term quantum mechanics. This word appears for the first time in physical literature in a paper of mine...")
2. ↑  M. Planck (1914). The theory of heat radiation, second edition, translated by M. Masius, Blakiston's Son & Co, Philadelphia, pp. 22, 26, 42–43.
3. ↑  Folsing, Albrecht (1997), Albert Einstein: A Biography, trans. Ewald Osers, Viking
4. ↑  McCormmach, Russell (Spring 1967), “Henri Poincaré and the Quantum Theory”, Isis 58 (1):  37–55, doi:10.1086/350182
5. ↑  Irons, F. E. (August 2001), “Poincaré's 1911–12 proof of quantum discontinuity interpreted as applying to atoms”, American Journal of Physics 69 (8):  879–84, Bibcode: 2001AmJPh..69..879I, doi:10.1119/1.1356056
6. 1 2  David Edwards,The Mathematical Foundations of Quantum Mechanics, Synthese, Volume 42, Number 1/September, 1979, pp. 1–70.
7. 1 2  D. Edwards, The Mathematical Foundations of Quantum Field Theory: Fermions, Gauge Fields, and Super-symmetry, Part I: Lattice Field Theories, International J. of Theor. Phys., Vol. 20, No. 7 (1981).
8. ↑  
Hanle, P.A. (December 1977), “Erwin Schrodinger's Reaction to Louis de Broglie's Thesis on the Quantum Theory.”, Isis 68 (4):  606–09, doi:10.1086/351880
9. ↑  S. Auyang, How is Quantum Field Theory Possible?, Oxford University Press, 1995.
10. ↑  The Davisson–Germer experiment, which demonstrates the wave nature of the electron